# غابرييل أوبيرتان
غابرييل انطوان أوبيرتان (26 فبراير 1989

 في بانتين) (بالفرنسية: Gabriel antoine Obertan)‏ لاعب كرة قدم فرنسي يلعب حاليا لصالح نادي الدوري الممتاز مانشستر يونايتد الإنجليزي منذ 2009 في مركز الجناح .
لعب أوبيرتان في أندية باريس بانتين (1997-2002) باريس (2002-2003) باريس سان جيرمان (2003-2004) كليرفونتين (2004-2005) بوردو (2005-2009) لوريان بالإعارة (2009) .
ساهم أوبيرتان في تتويج نادي بوردو ببطولة كأس الدوري الفرنسي موسم 2006/2007 وكأس الأبطال الفرنسي 2008 .

## روابط خارجية
- غابرييل أوبيرتان على موقع الاتحاد الدولي (مؤرشف)  (الإنجليزية)
- غابرييل أوبيرتان على موقع الاتحاد الأوربي (الإنجليزية)
- غابرييل أوبيرتان على موقع اتحاد تركيا (لاعب) (الإنجليزية)
- غابرييل أوبيرتان على موقع رابطة كرة القدم الفرنسية للمحترفين (الإنجليزية)
- غابرييل أوبيرتان على موقع إي إس بي إن إف سي (الإنجليزية)
- غابرييل أوبيرتان على موقع قاعدة بيانات كرة القدم.إي يو (الإنجليزية)
- غابرييل أوبيرتان على موقع ليكيب (الفرنسية)
- غابرييل أوبيرتان على موقع Soccerbase.com (لاعب) (الإنجليزية)
- غابرييل أوبيرتان على موقع Soccerway.com (الإنجليزية)
- غابرييل أوبيرتان على موقع عالم كرة القدم.نت (الإنجليزية)